# Joseph Piché
Joseph Piché (* 1877 in Montreal; † Januar 1939 ebenda) war ein kanadischer Organist und Musikpädagoge.

## Leben und Wirken
Piché war Schüler von Alexis Contant (Klavier), Romain-Octave Pelletier (Orgel und Klavier) und Achille Fortier (Harmonielehre). Ab 1898 war er in Montreal nacheinander Organist der Kirchen Notre-Dame-du-St-Rosaire, Saint-Denis und Sacré-Coeur. 1930 wurde er Hauptorganist der Kirche Saint-Victor. Von 1905 bis 1937 unterrichtete er am Collège Ste-Marie und danach am Collège Jean-de-Brébeuf.
Er war mit Yvonne Corbin (1877–1951) verheiratet, die als Chorleiterin und Organistin tätig war. Seine Söhne Eudore und Bernard Piché waren ebenfalls Organisten.